# 348 May
348 May è un asteroide della fascia principale del diametro medio di circa 82,82 km. Scoperto nel 1892, presenta un'orbita caratterizzata da un semiasse maggiore pari a 2,9695892 UA e da un'eccentricità di 0,0681807, inclinata di 9,76604° rispetto all'eclittica.
Il nome dell'asteroide è dedicato allo scrittore tedesco Karl May, così come anche l'asteroide 15728 Karlmay.